# 紫口猿头蛤
紫口猿头蛤（学名：Chama limbula），又名紫緣偏口蛤，是帘蛤目偏口蛤科偏口蛤属的一种。

## 分佈
本物種分佈於中国大陆、台湾及坦桑尼亞，常栖息在生活在珊瑚礁。

## 寄生蟲
本物種是Lichomolgus chamarum的外寄生宿主。